# Liselotte Orff
Liselotte Orff (* 7. September 1930 in München; † 19. September 2012 in Murnau am Staffelsee; geborene Schmitz) war die vierte Ehefrau des Komponisten Carl Orff (1895–1982) und wirkte nach dessen Tod als Vorsitzende der Carl-Orff-Stiftung für die Verbreitung seines Werkes.

## Leben

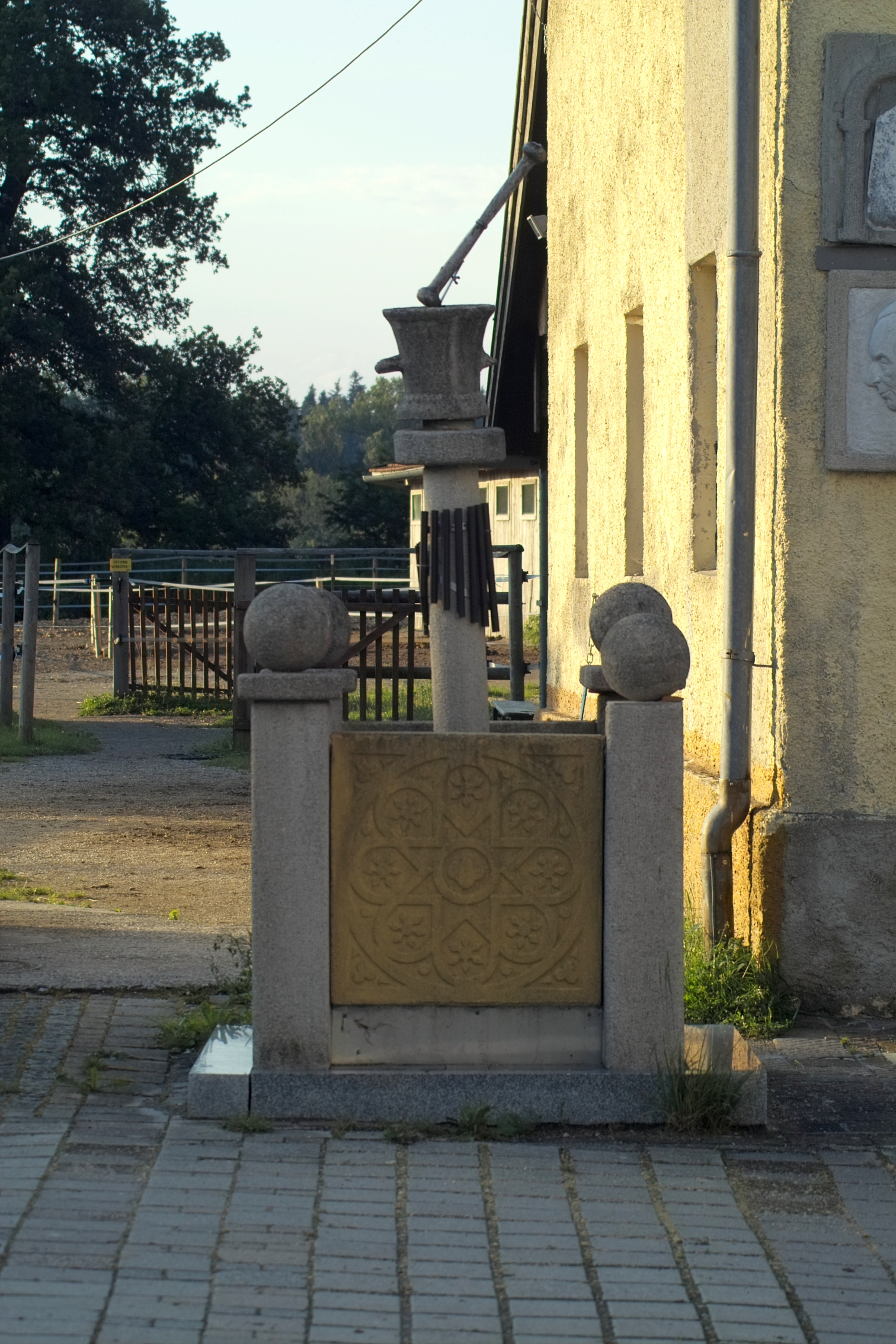
2007 in Pertenstein errichteter Lilio-Brunnen zur Erinnerung an Orff

Orff kam als Liselotte Schmitz in München zur Welt. Als die Familie während des Zweiten Weltkriegs ausgebombt wurde, übersiedelte sie an den Samerberg. Sie besuchte in Rosenheim die Schule und absolvierte im Anschluss eine Ausbildung im Gastronomiegewerbe zur Hotelfachfrau. Bei Aufenthalten im Ausland sammelte sie praktische Erfahrungen und erweiterte ihre Sprachkenntnisse.
Später wurde sie Sekretärin des Komponisten Carl Orff, mit dem sie von 1960 bis zu seinem Tod im März 1982 verheiratet war. Nach seinem Ableben setzte sich Liselotte Orff 24 Jahre lang als Vorsitzende der Carl-Orff-Stiftung – als die sie ihr Mann testamentarisch eingesetzt hatte – für die Verbreitung des musikdramatischen Schaffens von Carl Orff und des Orff-Schulwerks ein. So initiierte sie die Errichtung des Orff-Zentrums München, Staatsinstitut für Forschung und Dokumentation. 2008 wurde sie zur Ehrenvorsitzenden der Stiftung ernannt.
Ihr Grab befindet sich auf dem Höhenfriedhof im Ortsteil St. Georgen von Dießen am Ammersee.

## Ehrungen
- 2010: Goldener Ehrenring der Gemeinde Dießen
- 2011: Bayerischer Verdienstorden
- Ehrensenatorin der Hochschule für Musik und Theater München